# 单指弱蛛
单指弱蛛（学名：Leptoneta monodactyla）为弱蛛科弱蛛属的动物。在中国大陆，分布于湖南等地。该物种的模式产地在湖南。